# Hrabstwo Conecuh

Piramida wieku hrabstwa

Hrabstwo Conecuh – hrabstwo w stanie Alabama w USA. Populacja liczy 13 228 mieszkańców (stan według spisu z 2010 roku).
Powierzchnia hrabstwa to 2208 km². Gęstość zaludnienia wynosi 6 osób/km².

## Miejscowości
- Repton
- Evergreen
- Castleberry